# Guivi Sissaouri
Guivi Sissaouri (egentligen Givi Sisauri, georgiska: გივი სისაური), född den 15 april 1971 i Tbilisi, Georgien, är en kanadensisk brottare som tog OS-silver i bantamviktsbrottning i fristilsklassen 1996 i Atlanta.